# David Draiman
David Michael Draiman, född 13 mars 1973 i Flatbush, Brooklyn, New York, är en amerikansk sångare och medlem i metalbandet Disturbed från Chicago, Illinois, som bildades 1996.

## Diskografi (urval)
Disturbed
- The Sickness (2000)
- Believe (2002)
- Ten Thousand Fists (2005)
- Indestructible (2008)
- Asylum (2010)
- The Lost Children (2011)
- Immortalized (2015)
- Evolution (2018)

Device
- Device (2013)

Som bidragande musiker
- "Forsaken" (Från Queen of the Damned: Music from the Motion Picture) (2002)[2]
- "Here's to Us" (gästsång med Halestorm på albumet The Strange Case Of... (2012)
- "Dance in the Rain" (gästsång med Megadeth på albumet Super Collider) (2013)[3]
- "We Believe" (gästsång med Hyro the Hero) (2020)[4]

Som musikproducent
- Trivium – Vengeance Falls (2013)[5]